# Can Pons-Xic
Can Pons-Xic és una masia de Sant Feliu de Buixalleu (Selva) inclosa a l'Inventari del Patrimoni Arquitectònic de Catalunya.

## Descripció
Edifici aïllat situat als afores del nucli urbà de Sant Feliu de Buixalleu.
L'edifici, de planta baixa i pis, està format per dos cossos rectangulars, lleugerament angulars, contraposats, amb la teulada a una vessant amb el ràfec de quatre fileres.
A la façan principal, trobem la porta d'entrada a la planta baixa en arc de mig punt format per dovelles, amb carreus als brancals. Al costat esquerre hi ha dues finestres quadrangulars, i al dret tres de rectangulars verticals, totes amb llinda monolítica, brancals de carreus de pedra i ampit de pedra. Al pis, sobre la porta d'entrada hi ha una finestra amb llinda monolítica, i brancals i ampit de pedra. Al costat esquerre hi ha dues finestres d'iguals característiques. Al costat dret, hi ha una galeria amb cinc obertures en arc de mig punt separat per pilars.
A la façana de la part posterior, destaquen dos contraforts que reforcen l'edifici, i la data 1863/5 que hi ha a la clau d'una porta en arc escarser.
Adossat al costat dret, hi ha un petit cos de planta baixa i teulada a una vessant.

## Història
La data inscrita en el portal ens indica que la casa fou acabada entre el 1863-1865.